# Кунах Віктор Анатолійович
Ві́ктор Анато́лійович Ку́нах (1946) — доктор біологічних наук, професор, член-кореспондент Національної академії наук України, завідувач відділу генетики клітинних популяцій Інституту молекулярної біології і генетики НАН України, професор Київського національного університету імені Тараса Шевченка та Київського Академічного університету, президент Українського товариства генетиків і селекціонерів імені М.І. Вавилова, Лауреат Державної премії України в галузі науки і техніки, премії імені. В.Я. Юр'єва НАН України, нагороджений Грамотою Верховної Ради України "За заслуги перед українським народом", лауреат премії імені М.Г. Холодного НАН України та премії НАН України імені С.М. Гершензона, відзнака НАН України «За наукові досягнення», Пам'ятна відзнака на честь 100-річчя Національної академії наук України, нагрудний знак МОН України «Відмінник освіти України», відзнака Київського міського голови нагрудний «Знак Пошани» тощо.

## Наукова діяльність
Напрямок наукових досліджень Віктора Кунаха — вивчення геному рослин, закономірностей його стабільності та мінливості у природі та експерименті, зокрема в екстремальних умовах зростання.. Вивчення мінливості геному в клітинних популяціях in vivo та in vitro і розробка на цій основі генетичних основ біотехнології рослин. Основні праці присвячено вивченню геномної та епігеномної мінливості у процесах дедиференціації та диференціації клітин, установленню закономірностей перебігу процесів геномної мінливості та добору в клітинних популяціях, пошуку шляхів регуляції мінливості у популяціях культивованих клітин і створенню на цій основі високопродуктивних клітинних штамів — продуцентів біологічно активних речовин рослинного походження, насамперед лікарських речовин (фітопрепаратів). Він започаткував в Україні новий науковий напрям - генетику клітинних популяцій.
В. Кунах разом з колегами створив кілька десятків клітинних штамів цінних лікарських рослин, передовсім рідкісних, тропічних і тих, що нині вже зникають. Зокрема, за ініціативою дослідника створені та впроваджені у промислове виробництво перші у світі високопродуктивні клітинні штами раувольфії зміїної (джерело протиаритмічного алкалоїду аймаліну), клітинні штами женьшеню, родіоли рожевої, унгернії Віктора тощо.
В останні роки В. Кунах проводить генетичні, екогенетичні, популяційно-генетичні, біохімічні, фізіологічні, біотехнологічні та молекулярно-генетичні дослідження судинних рослин Антарктики,а саме щучника антарктичного Deschampsia antarctica та колобанта Colobanthus quitensis, з метою вивчення механізмів адаптації рослин до екстремальних умов зростання, розробки технологій можливого використання біомаси цих рослин як джерела цінних для медицини біологічно активних сполук.
В. Кунах — автор монографії «Біотехнологія лікарських рослин. Генетичні та фізіолого-біохімічні основи»(2005), він є співавтором підручника для студентів ВНЗ «Біотехнологія рослин» (2003), чотирьох томів із серії монографій «Biotechnology in Agriculture and Forestry», Springer (1989, 1994, 1996,1998), монографії «Aneuploidy. Part B: Induction and Test Systems», Alan R. Liss. Inc., N-Y.(1988) та ін. Вчений опублікував понад 500 наукових праць і запатентував 42 винаходи у галузі генетики, клітинної селекції та біотехнології рослин.
Віктор Кунах — головний редактор часопису «Вісник Українського товариства генетиків і селекціонерів» та збірника наукових праць «Фактори експериментальної еволюції організмів», член редколегії низки наукових часописів, зокрема, «Biopolymers and Cell», «Cytology and Genetics», «Biotechnologia Acta»,член Міжвідомчої наукової ради НАН України та УААН з проблем агропромислового комплексу, заступник голови спеціалізованої ученої ради із захисту докторських дисертацій, член експертної ради  МОН України.

## Наставництво
Під керівництвом Кунаха виконано 5 докторських та 20 кандидатських дисертацій. Серед його учнів біологи та громадські діячі Н.М. Дробик та І. Ю. Парнікоза.